# 古羅馬農業
古羅馬農業在羅馬文化獲得高度重視。
許多評論家稱讚簡單的農村生活，和賦予它古羅馬美德的光環。其中著名的有維吉爾的《農事詩》。西塞羅認為耕作是所有羅馬職業中最好的。
卡托、路美拉、瓦羅和帕拉丟斯著有羅馬的耕作方法手冊。卡托的《論農業》（De Agricultura）提供有關公元前二世紀農業的資料。卡托在《論農業》寫道：最好的農場是葡萄園，其次是得到灌溉的花園、柳樹園、橄欖園、草地、糧食園、林木園，最後是橡樹木材園。
到公元前5世紀，希臘已開始使用作物輪耕的方法，而且建立大莊園農場；而在羅馬，則仍然是家庭作業式的小型農田。在公元前3至2世紀，羅馬與迦太基、希臘，希臘化的中東的接觸，令羅馬得以改善農業方法。羅馬農業的生產力和效率，在晚期共和國和早期帝國達到頂峰。

## 羅馬農場
農場在羅馬依大小，可分為三類：
- 小型：18-88尤格（iugera，1尤格約等於0.65英畝）；
- 中型：80-500尤格；
- 大型（稱為latifundia）：超過500尤格[3]。

在共和國的後期，大型農場愈來愈普遍。從公元前二世紀開始，由於布匿戰爭，農民參加戰鬥時間較以前長；因此農民無法維持他們的田地，導致羅馬的精英階層能夠從農民手上購買土地。
奶牛提供牛奶，牛和騾子負責繁重的農場工作。綿羊和山羊生產奶酪，但羊毛更珍貴。馬對於羅馬的農民並不重要，大多數的馬，是由富人飼養來作賽車或戰爭之用。食糖以養蜂業生產為主。有一些羅馬人飼養蝸牛作為奢侈品。
羅馬人有四種不同的農場管理系統：
1. 農場主人和他的家人直接務農
2. 經理監督奴隸工作
3. 地主和佃農分享農地的收成
4. 農場出租給農戶[3]。

羅馬各省之間有龐大的貿易，所以令到國內各個地區互相依賴。根據土壤類型，一些省份專門從事糧食生產、一些生產葡萄酒、一些生產橄欖油。
羅馬農場種植：小麥、大麥、穀子、豌豆、蠶豆、扁豆、胡麻、芝麻、鷹嘴豆、大麻、蘿蔔、橄欖、梨、蘋果、無花果、和梅花。